# José da Graça Diogo

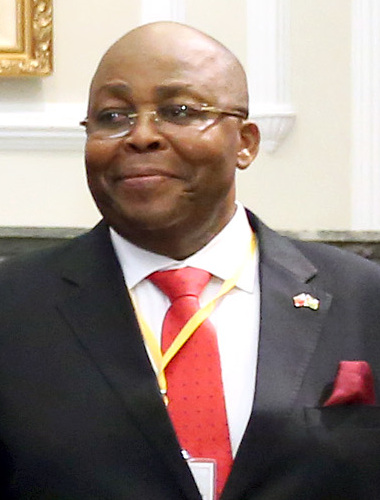
José da Graça Diogo

José da Graça Diogo (geb. Dezember 1956; gest. 9. Oktober 2022, São Tomé) war ein Politiker in São Tomé und Príncipe.
Als hochrangiger Funktionär der Acção Democrática Independente (ADI) war er von 2014 bis 2018 Vorsitzender der Assembleia Nacional de São Tomé e Príncipe (Nationalversammlung).

## Leben
José da Graça Diogo wurde im Dezember 1956 geboren und wuchs in Kinshasa, damals Zaire, auf, in einer Gemeinschaft von Auslands-Sao-Tomeern. Er hatte eine Ingenieur-Ausbildung für Telekommunikation und war ein bedeutender Funktionär der Companhia São Tomense de Telecomunicações.
1992, nach der Öffnung der Republik Sao Tomé und Principe für ein Mehrparteiensystem, war er einer der Mitbegründer der Grupo Ação Democrática Independente. Er übernahm mehrfach hohe Verantwortung und wurde Abgeordneter und Minister für Umweltressourcen und Umweltfragen und schließlich Präsident der Assemblée nationale von 2014 bis 2018.
Er starb am 9. Oktober 2022 im Alter von 65 Jahren im Centro Hospitalar de São Tomé und wurde am folgenden Tag auf dem Cimetière Alto São João beigesetzt.